# Iomega
Iomega – firma produkująca nośniki danych, głównie dyski twarde, założona w 1980 roku  w Kalifornii, gdzie ma siedzibę w San Diego. Marka należy do EMC Corporation.